# Pädagogium Bad Sachsa
Das Pädagogium Bad Sachsa (auch „Päda“ genannt) ist ein Internatsgymnasium in der niedersächsischen Stadt Bad Sachsa im Landkreis Göttingen; es bezeichnet sich selbst als „älteste Schule in freier Trägerschaft in Norddeutschland“. Die 1890 gegründete Einrichtung ist eine staatlich anerkannte Privatschule für Jungen und Mädchen ab der Klasse 5. Sie knüpft an das historische Pädagogium als Knaben-Erziehungsanstalt mit sehr hohen Ansprüchen an.

## Schulbetrieb
Der Schulaufenthalt ist von Klasse 5 bis Jahrgangsstufe 13 möglich. Den bis zu 45 Internatsschülern und etwa 320 externen Schülern stehen zahlreiche Freizeitmöglichkeiten der Schule sowie verschiedene Lernhilfen und Unterstützungen zur Verfügung. Die durchschnittliche Klassenstärke liegt bei 21 Schülern. Die Schule unterliegt, wie in Niedersachsen üblich, einem Zentralabitur und legt ihre Schwerpunkte auf persönliche Förderung, kleine Klassen mit maximal 26 Schülern, gut ausgebildete Lehrer und eine große Kursvielfalt in der Oberstufe. Das Pädagogium bezeichnete sich früher selbst auch als „Päda“.
Schul- und Internatsleiter ist seit 2021 Torsten Schwark. Eine Besonderheit war der vierstündige Samstagsunterricht alle zwei Wochen, der seit dem Schuljahr 2010/11 nicht mehr stattfindet. Nachmittagsunterricht fand bis dahin erst ab Klasse 10 statt.

## Schulgeschichte

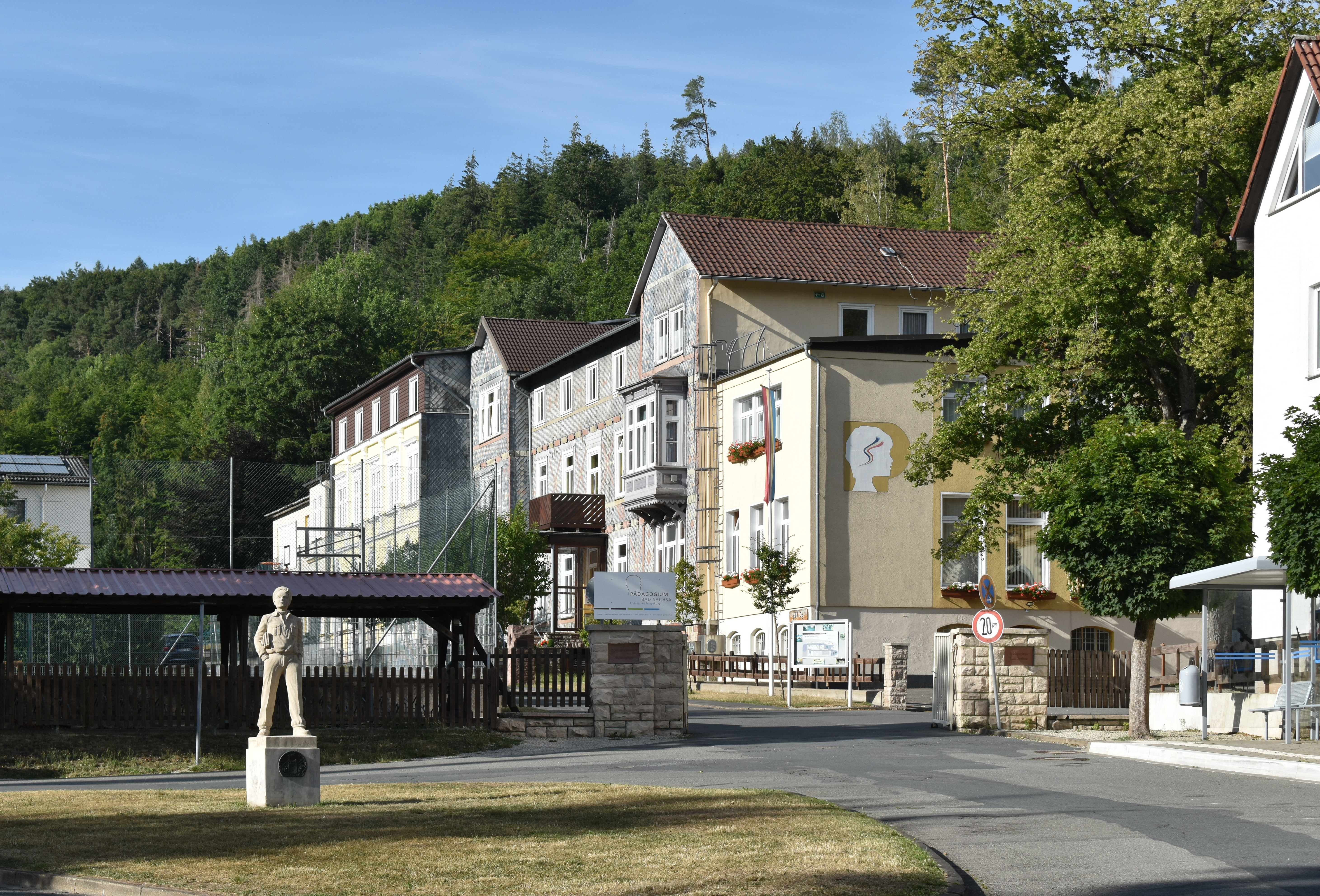
Internatsgymnasium Pädagogium Bad Sachsa (2022)

Willbrandt Rhotert erwarb am 24. Juni 1890 eine Wiese von 3800 m² im Ostertal und ließ darauf den heutigen Zentralteil des Pädagogium-Hauptgebäudes errichten. Im April 1891 wurde die in Roßla gegründete Schule nach Sachsa verlegt. Da im gleichen Jahr Schule und Internat eröffnet wurden, ist das Gründungsjahr des Pädagogiums also 1891. Am 24. Juli 1909 wurde das Pädagogium als „Militärberechtigte Privatschule“ anerkannt. Sie ging 1920 in den Besitz des Pastors Kimpel und seiner Frau Marie, geb. Lahusen, über. Am 12. November 1922 wurde der Verein ehemaliger Schüler Absolvia gegründet; 1. Vorsitzender war Hermann („Männe“) Ertel. Der Aufbau der Oberrealschule wurde 1929 begonnen. Ein Internat für Schülerinnen (Haus Tannenberg), das von einer Berufsschwester geleitet wurde, wurde 1931 angeschlossen.
Das erste Abitur wurde 1932 abgenommen, nachdem das Pädagogium als „Reifeprüfungsberechtigte Privatschule“ anerkannt wurde. 1937 wurde die Einrichtung nach staatlicher Verordnung zur Oberrealschule umgestaltet. Die Jahrgänge 1926/27 wurden am 20. Februar 1943 als Luftwaffenhelfer eingezogen, dazu gehörten 25 Interne und 3 Externe der Klassen 6 und 7. Am 15. Februar 1944 wurden die Jahrgänge 1927/28 als Marinehelfer eingezogen, der Rest des Jahrgangs 1926 zum Reichsarbeitsdienst. In den Klassen 5 und 6 saßen noch drei Jungen und mehrere Mädchen. Das Pädagogium wurde schließlich am 1. April 1944 verstaatlicht und erhielt den Namen „Staatliche Internatsschule Bad Sachsa“. Im April 1945 wurden die letzten Internatsschüler nach Hause geschickt, da die Schule von englischen und amerikanischen Truppen belegt wurde. Im Mai 1945 stand fest, dass im Zweiten Weltkrieg 96 ehemalige Schüler gefallen waren.
Am 5. Oktober 1945 zogen die ersten fünf Internatsschüler wieder ein. Von der britischen Militärregierung wurde die Genehmigung zur Fortführung der Privatschule erlangt. Dazu war die Benennung eines pädagogisch kompetenten und ebenso anti-nationalsozialistisch eingestellten Schulleiters erforderlich, der mit Willi Hammelrath gefunden wurde. Er übernahm den Schulbetrieb als NS-Unbelasteter und baute sowohl den Internats- als auch den eigentlichen Schulbetrieb wieder auf. 1948 trat Willi Hammelrath als Schulleiter ab. Ihm sind die entscheidenden Aufbauleistungen zu verdanken. Danach arbeiteten verschiedene Schulleiter unter dem Patronat der Eigentümerin. Zu ihnen gehörte Fritz Heiligenstaedt, Schulleiter 1951 bis 1955, der im Gegenteil zu Willi Hammelrath während der Zeit des Nationalsozialismus eine außergewöhnliche Karriere absolviert hatte.
Seit dem Frühjahr 2004 existiert am Pädagogium ein gut funktionierender Schüleraustausch mit Frankreich, an dem Schüler der Mittelstufe teilnehmen können. Jede Fahrt dauert 7–10 Tage. Castelnau-de-Médoc ist die Partnerstadt von Bad Sachsa und liegt in der Nähe von Bordeaux.
Ein weiterer sehr reger Schüleraustausch besteht seit vielen Jahren zudem auch mit der Volksrepublik China. Schon Mitte Juli 2014 besuchten die ersten 18 chinesischen Schüler mit zwei Lehrern und einem Übersetzer die Uffestadt. Seither haben in mehreren Jahrgängen Schülerinnen und Schüler aus China ihr Abitur im Südharz abgelegt. Auch aus Korea oder Russland gab es bereits Schüler in Bad Sachsa.
Im Dezember 2022 schloss das Internatsgymnasium Pädagogium einen Kooperationsvertrag mit dem Grenzlandmuseum Bad Sachsa. Ziel ist die gemeinsame Erarbeitung von Inhalten, von denen beide Seiten profitieren können. Dazu wird es an der Schule unter anderen ein extra konzipiertes Seminarfach geben, welches am Ende in einer Facharbeit der Schüler mündet.
Ab dem Schuljahr 2022/23 wird das Gymnasium zur „iPad-Schule“: Alle Schüler ab dem 5. Jahrgang wurden mit iPads ausgestattet, die konsequent im Unterricht eingesetzt werden.
Durch die Spende eines ehemaligen Schülers wird das Pädagogium zukünftig auch Stipendien vergeben können.
Einmal im Jahr lädt das Internatsgymnasium Pädagogium alle ehemaligen und aktuellen Schüler, Eltern, Einwohner, aber auch Gäste und Touristen zum großen Sommerfest nach Bad Sachsa ein. Interessierte können sich beispielsweise die Räume anschauen oder über Projekte, Schul-AGs und vieles mehr informieren.

## Schulgebäude

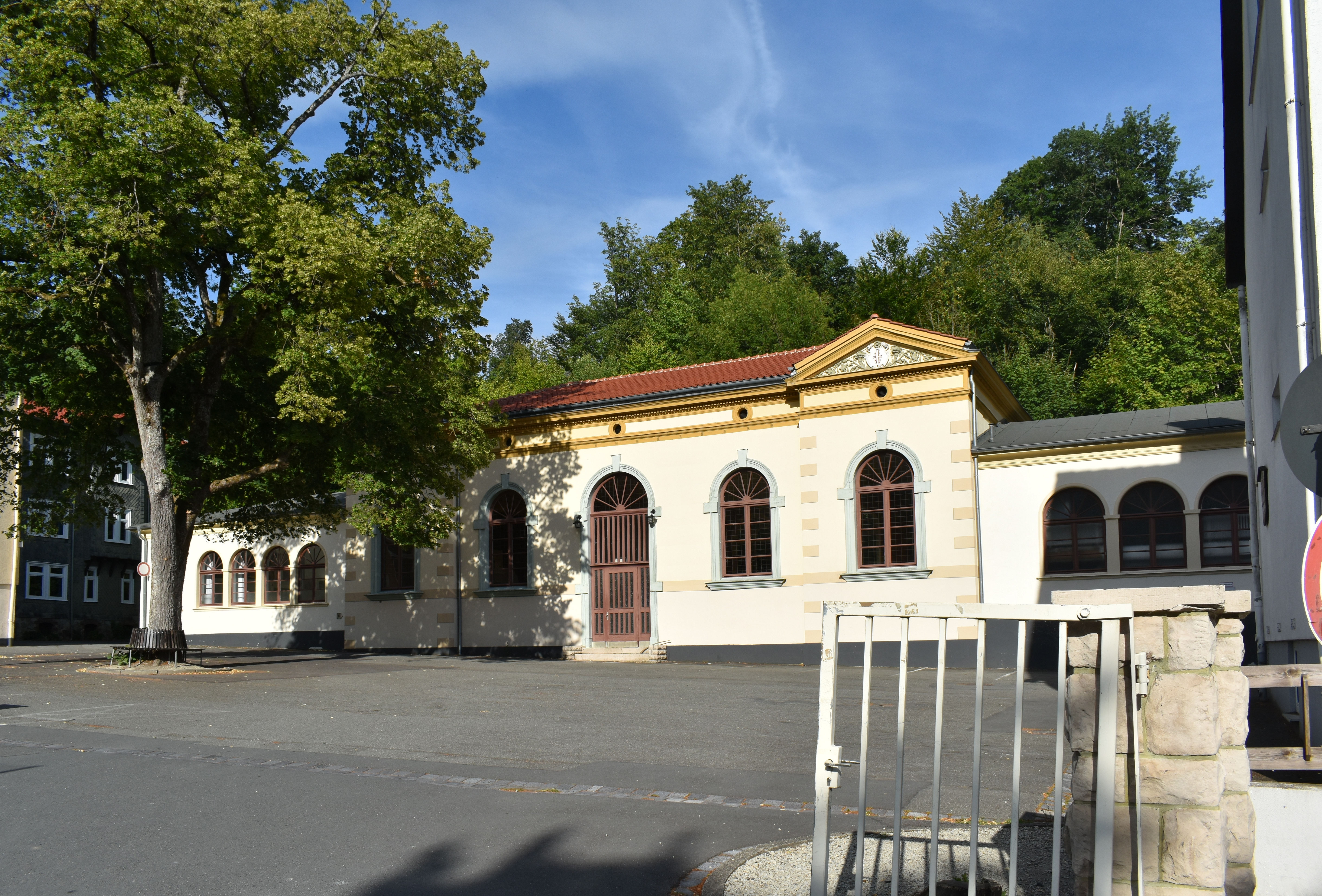
Denkmalgeschützte Turnhalle

Das Pädagogium befindet sich im Ostertal in der Nähe des Kurparks. Die alten Schulgebäude und seine denkmalgeschützte Turnhalle stammen aus verschiedenen Zeitepochen. Die Bildungseinrichtung und ihre Schüler prägen das Stadtbild von Bad Sachsa mit. Im Ostertal stehen insgesamt neun Gebäude: Die Villa des Internatsleiters, das Haupthaus (es enthält Internats-, Unterrichts- und Verwaltungsräume), die Turnhalle, das „Schwarze Haus“, die Schreinerei (Arbeitsplatz der Hausmeister), die Cafeteria, das Kunstgebäude, das Haus Kuhlenkampf (heute das Internat für Mädchen) und das Haus Tannenberg (Internat für Jungen und Klassenräume).
Daneben gibt es einen Fußballplatz sowie einen kleinen Allwettersportplatz. Oberhalb des Fußballplatzes befindet sich ein Beachvolleyballfeld.

## Schülerdenkmal und Ehrenmal

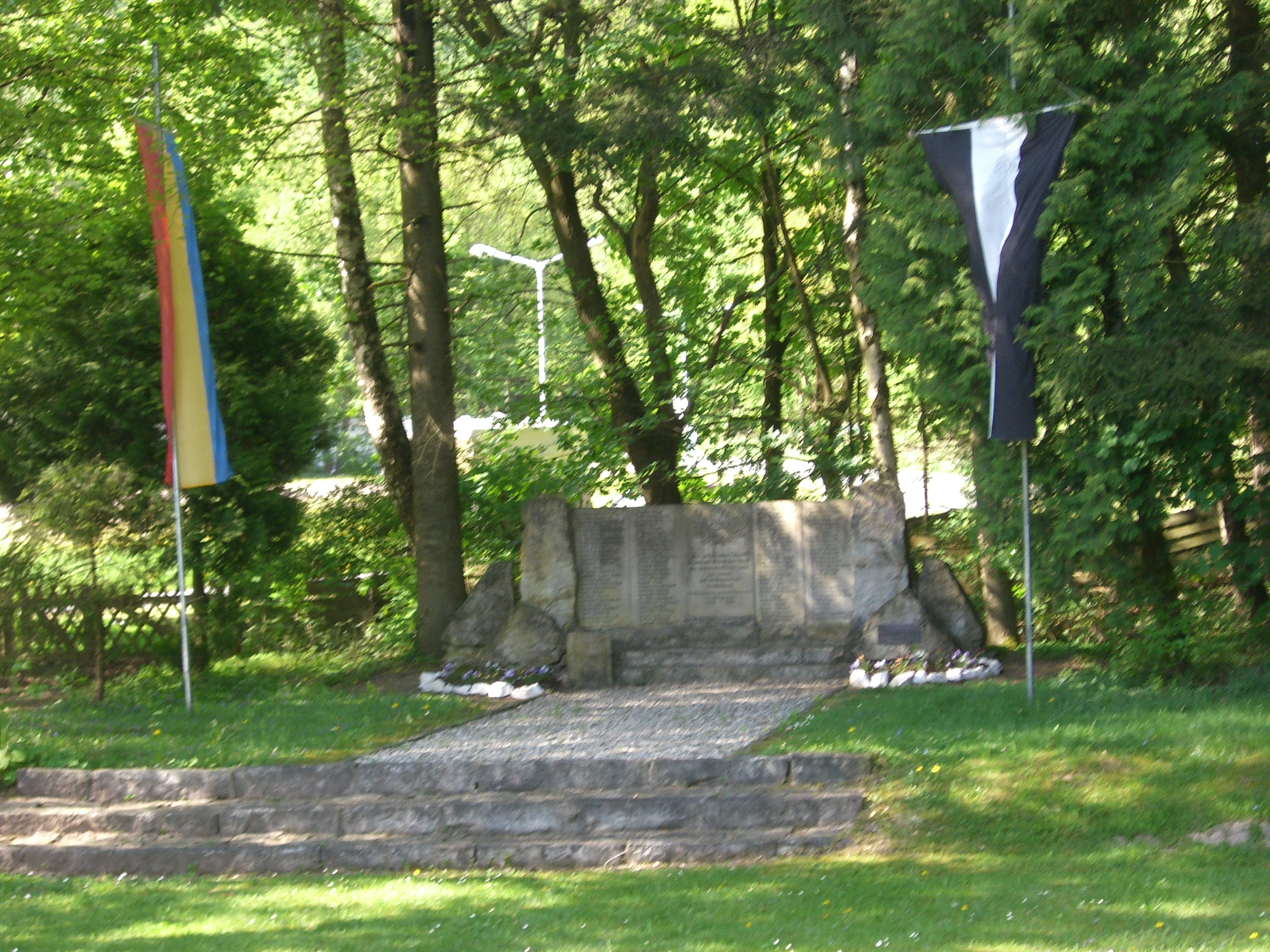
Ehrenmal auf dem Schulgelände

Vor dem Eingang des Schulgeländes steht „Der Frechdachs“, das erste Schülerdenkmal Deutschlands. Am 12. Mai 1951 wurde das Denkmal anlässlich das 60-jährigen Jubiläums des Pädagogiums eingeweiht. Gestiftet wurde der „Frechdachs“ unter anderem von der K. V. Absolvia e. V., dem Ehemaligenverein der Schule.
Als das Nachrichtenmagazin Der Spiegel sich 1959 der Bildungsprobleme in Deutschland annahm, erschien der „Frechdachs“ auf dem Titelbild der Ausgabe.
Im Eingangsbereich des Hauptgebäudes hängt eine Gedenktafel, die an die Schüler, Lehrer und Mitarbeiter erinnert, die im Ersten Weltkrieg gefallen sind.
Das Ehrenmal auf der Lichtung hinter dem Sportplatz der Schule soll das erste Denkmal zum Gedenken an die im Zweiten Weltkrieg Gefallenen sein, das von der alliierten Besatzung genehmigt wurde. Dies geschah nur deshalb, weil der dafür zuständige britische Offizier selbst ein ehemaliger Internatsschüler gewesen war.

## Wandelturm
Der Wandelturm, auch Forschnerturm genannt, wurde im Jahr 2000 auf dem Schulgelände nach Plänen des Kunstlehrers Manfred Forschner errichtet. Der Turm war etwa 4 Meter hoch und verfügte über eine ehemals zugängliche drehbare Plattform. An der Außenwand des Forschnerturms befanden sich Wendeplatten, die per Hand oder an der Treppe angebrachte Mechanismen bewegt werden konnten und so das Äußere des Turmes veränderten. Der Turm war von außen komplett mit abstrakten Bildern bemalt. Aus sicherheitstechnischen Gründen wurde er während der Herbstferien 2011 abgebaut.

## Bekannte ehemalige Schüler
- Ewald Samsche (1913–1975), CDU-Politiker, Senator und Mitglied der Hamburger Bürgerschaft
- Klaus Holzkamp (1927–1995), Psychologe, besuchte das Pädagogium bis kurz vor seinem Abitur.
- Arwed D. Gorella (1937–2002), Maler, Buchillustrator, Karikaturist, Bühnenbildner, Hochschullehrer
- Rolf Kalmuczak (1938–2007), Autor der Jugendkrimiserie TKKG. Die Orte und Schauplätze aus dem Hörspiel sind zum Teil in Bad Sachsa und Umgebung wirklich vorhanden.
- Hans-Heinrich Sander (1945–2017), FDP-Politiker, Niedersächsischer Minister und Landtagsabgeordneter
- Axel Hartmann (* 1948), deutscher Diplomat, 2009–2013 Botschafter der Bundesrepublik Deutschland in der Slowakei in Bratislava (Pressburg).
- Claudia Garde (* 1966), deutsche Regisseurin und Drehbuchautorin.
- Clarissa Herbst (* 1981), Lehrerin und Politikerin (SPD), verließ das Pädagogium nach ihrem Abitur im Jahr 2000.

## Bekannte Lehrer und Erzieher
- Willi Hammelrath (1893–1966), Schulleiter, Volkshochschulgründer
- Horst Slaby (* 1941), Fußballspieler in der DDR
- Lutz Hoffmann (1959–1997), Turner
- Rainer Hattenhauer (* 1962), bekannter Sachbuchautor (IT-Themen)

## K.V. Absolvia
Die 1922 gegründete K.V. Absolvia (Kameradschaftliche Vereinigung Absolvia e. V.) ist die Vereinigung der ehemaligen Schüler des Pädagogiums. Mit über 700 Mitglieder ist sie eine der größten Schul-Alumni in Europa. Die Treffen finden jedes Jahr zu Pfingsten in Bad Sachsa statt.

## Päda-Bigband
Am 21. Januar 2009 gab die vom Musiklehrer Hans Christian Metzger gegründete Päda-Bigband ihr erstes eigenes Konzert. Seitdem gibt es jedes Jahr ein großes Konzert im Kurhaus und ein Open-Air-Konzert im Vitalpark von Bad Sachsa. Die „Nachwuchsschmiede“ der Bigband ist die Bläserklasse. Auch sie gibt regelmäßig Konzerte oder tritt als Vorband auf.
Einige Konzerte wurden schon Live auf YouTube übertragen.